# Miquel López Crespí
Miquel López Crespí (Sa Pobla, 30 de desembre de 1946) és un novel·lista, dramaturg, poeta, assagista i escriptor mallorquí. Des de començaments dels anys 1970 ha publicat més de seixanta llibres de narrativa, poesia, teatre, memòries, novel·la i assaig. Ha estat traduït a l'anglès, al castellà, al francès, al romanès i també al sistema braille el seu llibre El darrer hivern de Chopin i George Sand.
És membre de l'Associació d'Escriptors en Llengua Catalana, soci de l'Associació per a la Recuperació de la Memòria Històrica de Mallorca, Com a escriptor, ha guanyat molts premis literaris de poesia, novel·la, contes, teatre i narrativa juvenil, lliurats als Països Catalans. Tanmateix, algunes traduccions seves han obtingut igualment guardons internacionals. El 2016 l'Ajuntament de sa Pobla li atorgà l'Escut d'Or en homenatge a la seva trajectòria, en què sempre ha tingut presència la seva condició de pobler.

## Trajectòria
A partir de 1963 esdevé un actiu militant antifranquista i pateix nombroses detencions i tortures per part de la Brigada Político-Social del règim feixista. Com a membre de l'oposició antifranquista ha deixat constància d'aquesta lluita per la lliberta en nombrosos llibres i articles, especialment en el volum de memòries L'Antifranquisme a Mallorca 1950-1970 i en les obres d'assaig Cultura i antifranquisme, No era això: memòria política de la transició, Literatura mallorquina i compromís polític: homenatge a Josep M. Llompart, i Cultura i transició a Mallorca .
Dirigent de l'Organització d'Esquerra Comunista en els anys 1970, l'any 1978 entrà a formar part de la direcció del Partit Socialista de Mallorca i va ser membre del consell de redacció de la revista dels nacionalistes d'esquerra, Mallorca Socialista. En la dècada del 1980 fou cofundador i vicepresident de l'Ateneu Popular Aurora Picornell i iniciador de la memòria història republicana.
En 2003 rebé un acte d'homenatge per part del Consell Insular de Mallorca, per una vida de lluita per la llibertat del poble mallorquí i de defensa de la cultura catalana.
És col·laborador dels suplements de cultura dels diaris de les Illes. Entre 1996 i 1998 va publicar més de dos-cents articles referents a la història de Mallorca al Diari de Balears. Escriu de cinema en la revista Temps Moderns i durant molts d'anys portà la secció d'entrevistes del suplement de cultura del diari Última Hora i de la revista de l'Obra Cultural Balear El Mirall.

## Obres destacades
Per una bibliografia més extensa vegeu: «Obra de Miquel López Crespí» a Dialnet.

### No ficció
- "Cultura i antifranquisme". Barcelona: Ed. de 1984, 1999
- "No era això: Memòria política de la transició". Assaig. Lleida: El Jonc, 2001
- ”Temps i gent de sa Pobla “. Consell Insular de Mallorca - Ajuntament de sa Pobla, 2002
- ”Literatura mallorquina i compromís polític : homenatge a Josep M. Llompart”. Palma: Cort, 2003
- ”Les danses de la terra”. Palma: Govern Balear-Conselleria de Medi Ambient, 2005
- "Cultura i transició a Mallorca". Palma: Roig i Montserrat, 2006
- ”Dos viatgers romàntics : George Sand i Frédéric Chopin”. Palma, 2006
- "Sa Pobla i la història". Memòria històrica. De la col·lecció Uialfàs- Ajuntament de Sa Pobla (Gener 2008).
- "Cinema del segle XX". Palma: El Tall, 2010
- Els altres comunistes i la transició. Lleonard Muntaner Editor, 2014.
- Repressió i cultura durant el franquisme. Lleonard Muntaner Editor, 2014
- Llibre de viatges. El Tall Editorial, Palma 2021
- Fets i personatges (El Tall Editorial, Palma, 2022)

### Narrativa
- ”A preu fet”. Palma: Turmeda, 1973
- ”La guerra just acaba de començar”. Palma: Turmeda, 1974; Tigre de Paper Edicions, 2012
- ”Històries per a no anar mai a l'escola”. Barcelona: Laia, 1984 [juvenil]
- ”Paisatges de sorra”. Gandia: Ajuntament, 1987
- ”Notícies d'enlloc”. Palma: Ifebal, 1987
- ”Necrològiques”. València: Ajuntament, 1989
- ”Crònica de la pesta”. Llibres del Segle, 1993
- ”Vida d'artista”. Llibres del Segle, 1995
- ”Històries del desencís”. Palma: Moll, 1995
- ”Corfú”. Palma: Cort, 1999
- ”Un tango de Gardel en el gramòfon”. València: 7 i mig, 2001
- ”Estat d'excepció”. Lleida: Pagès, 2001
- ”Un viatge imaginari i altres narracions”. Palma: Fundació Sa Nostra, 2007
- Visions literàries de sa Pobla. Llorenç Gelaber Editor, 2018.
- Una història amagada (Lleonard Muntaner Editor, 2019)
- Parets de foc (El Tall Editorial, 2020).
- Camins literàris (Ona Mediterrània) Palma, 2022
- Diari d'un home sol (Llibres del Segle) Girona, 2025
- Una nit qualsevol (Lleonard Muntaner Editor), Palma, 2025
- Les rutes de la ment (El Tall Editorial, 2025)

### Novel·la
- ”Estiu de foc”. Barcelona: Columna, 1997
- ”L'amagatall”. Palma: Caixa de Balears, 1999
- ”Núria i la glòria dels vençuts”. Lleida: Pagès, 2000
- ”La Ciutat del Sol”. Palma: Òmnium Cultural, 2000
- ”La novel·la”. Eivissa: Res Publica, 2002
- ”Corambé : el dietari de George Sand”. Lleida: Pagès, 2004
- ”El darrer hivern de Chopin i George Sand”. Barcelona: Proa, 2004
- ”Defalliment : memòries de Miquel Costa i Llobera”. Pollença: El Gall, 2005
- ”Damunt l'altura : el poeta il·luminat”. Lleida: Pagès, 2006
- ”La conspiració”. Castelló de la Plana: Antinea, 2007
- ”París 1793”. Palma: El Tall, 2008
- ”Els crepuscles més pàl·lids”. Palma: Lleonard Muntaner, 2009
- Una Arcàdia feliç. Lleonard Muntaner Editor, 2010.
- Gardènies en la nit. El Tall Editorial, 2011.
- Caterina Tarongí. Lleonard Muntaner Editor, 2013)
- Temps de matera. Lleonard Muntaner Editor, 2015).
- Allò que el vent no s´endugué. El Tall Editorial, 2017)
- Joc d´escacs (Llibres del Segle, 2018).
- Un hivern a Lluc. El Tall Editorial, 2019)
- El vicari d´Albopàs. Ajuntament de sa Pobla, 2020.

### Poesia
- ”Foc i fum”. Vilassar de Mar: Oikos-Tau, 1983
- ”Les Plèiades”. Andorra la Vella: Cercle de les Arts i de les Lletres d'Andorra, 1991
- ”El cicle dels insectes”. Palma: Moll, 1992
- ”Els poemes de l'horabaixa”. Andorra la Vella: Cercle de les Arts i de les Lletres d'Andorra, 1994
- ”Punt final”. Palma: Moll, 1995
- ”L'obscura ànsia del cor”. Palma: Universitat de les Illes Balears, 1996
- ”Planisferi de mars i distàncies”. Barcelona: Columna, 1996
- ”Revolta”. Palma: Moll, 2000
- ”Record de Praga”. Palma: Capaltard, 2000
- ”Llibre de pregàries”. Barcelona: Editorial Andorra, 2000
- ”Un violí en el crepuscle”. Barcelona: Viena, 2000
- ”Perifèries”. Alacant: Aguaclara, 2001
- ”Rituals”. Eivissa: Res Publica, 2001
- ”Cercle clos”. Maó: Institut Menorquí d'Estudis, 2003
- ”Temps moderns : homenatge al cinema”. Barcelona: Universitat Autònoma de Barcelona, 2003
- ”Antologia (1972-2002)”. Palma: Caixa de Balears, 2003
- ”Lletra de batalla”. Alzira: Bromera, 2004
- ”Calendaris de sal. Barcelona”: Viena, 2006
- ”Les ciutats imaginades”. Valls: Cossetània, 2006
- ”El cant de la Sibil·la”. València: Brosquil, 2006
- El mecanisme del temps. Calambur Editorial, Madrid 2007.
- ”Naufragis lents”. Palma: El Tall, 2008
- ”Espai secrets”. Palma: Can Sifre, 2009
- Dies irae (La Lucerna, 2019)

### Textos autobiogràfics
- ”L'antifranquisme a Mallorca (1950-1970)”. Palma: Lleonard Muntaner, 1994
- ”Breviari contra els servils : dietari d'un escriptor en temps de la barbàrie”. Palma: Calima, 2002
- ”Novel·la, poesia i teatre - Memòries 1968-2008”. Palma: El Tall, 2009

### Teatre
- ”Autòpsia a la matinada”. Palma: Ajuntament, 1976
- ”Homenatge Rosselló-Pòrcel”. Alacant: Diputació, 1985
- ”El cadàver”. Lleida: Pagès, 1998, estrenat per la Companyia Taula Rodona al Teatre Principal de Palma
- ”Acte únic”. Palma: Universitat de les Illes Balears - Consell Insular de Mallorca, 2000
- ”Els anys del desig més ardent”. Palma: Universitat de les Illes Balears - Consell Insular de Mallorca, 2004
- ”Carrer de Blanquerna”. Palma: Can Sifre, 2006

## Premis literaris
Ha rebut molts premis literaris, de les quals destaquen
- A preu fet. Premi Llorenç Riber de Narrativa, 1972. Fou la seva primera obra.[1]
- Necrològiques. Premi Ciutat de València Constantí Llombart de Narrativa, 1988.[3]
- Per La tierra inexistente, el IV Premio Florián de Ocampo (1993).
- Per la traducció al castellà de Las dispersas ausencias. Premi Internacional de Literatura Antonio Machado[4][5]
- Les vertaderes memòries de Salvador Orlan. Premi Vila d'Almassora de Narrativa, Almassora, 2011.[6]